# Prêt-à-Porter (película)
Prêt-à-Porter es una película estadounidense de 1994 dirigida por Robert Altman, que combina intriga y comedia.
Película de reparto coral, cuenta con uno de los elencos actorales más llamativos de la época, con grandes estrellas de Estados Unidos y Europa: Marcello Mastroianni, Sophia Loren, Julia Roberts, Rupert Everett, Anouk Aimée, Kim Basinger, Tim Robbins, Lauren Bacall, Tracey Ullman, Lili Taylor, Danny Aiello, Ute Lemper, Rossy de Palma, Jean-Pierre Cassel y otros. También aparecen en breves cameos figuras como Cher, Björk, Harry Belafonte y diseñadores como Jean-Paul Gaultier, Christian Lacroix y Claude Montana.

## Argumento
El acontecimiento más importante del mundo de la moda es la Semana de la Moda de París. A ella acuden periodistas, fotógrafos, diseñadores, y modelos. El supuesto asesinato del jefe de la Cámara Sindical de la Moda, Olivier de la Fontaine (Jean-Pierre Cassel), centra toda la atención. Todos son sospechosos y es en este lugar donde salen a relucir los trapos sucios de este mundillo. La escena más conocida del film es el desfile de modelos totalmente desnudas.

## Reparto
- Marcello Mastroianni como Sergei/Sergio
- Sophia Loren como Isabella de la Fontaine
- Anouk Aimée como Simone Lowenthal
- Rupert Everett como Jack Lowenthal
- Julia Roberts como Anne Eisenhower
- Tim Robbins como Joe Flynn
- Kim Basinger como Kitty Potter
- Stephen Rea como Milo O'Brannigan
- Forest Whitaker como Cy Bianco
- Richard E. Grant como Cort Romney
- Lauren Bacall como Slim Chrysler
- Lyle Lovett como Clint Lammeraux
- Lili Taylor como Fiona Ulrich
- Sally Kellerman como Sissy Wanamaker
- Tracey Ullman como Nina Scant
- Linda Hunt como Regina Krumm
- Teri Garr como Louise Hamilton
- Danny Aiello como Alcalde Hamilton
- Ute Lemper como Albertine
- Rossy de Palma como Pilar
- Chiara Mastroianni como Sophie Choiset
- Jean-Pierre Cassel como Olivier de la Fontaine
- Georgianna Robertson como Dane Simpson
- Jean Rochefort como Inspector Tantpis
- Michel Blanc como Inspector Forget
- François Cluzet como asistente de Nina
- Kasia Figura como asistente de Sissy
- Sam Robards como asistente de Regina
- Alexandra Vandernoot como Sandra de la Notte